# Luchthaven Krasnodar
Luchthaven Krasnodar (Russisch: Международный аэропорт Краснодар), ook bekend als Luchthaven Pasjkovski  (Russisch: Аэропорт Пашковский) of 'Aviagorodok 5' (als militair vliegveld) is een luchthaven 12 km ten oosten van het centrum van de stad Krasnodar, de hoofdstad van de Kraj Krasnodar in Rusland. De luchthaven ligt bij het vroegere dorp Pasjkovski, dat nu tot de stad behoort.
In 2011 bediende de luchthaven 2.463.000 passagiers, en was daarmee de zevende luchthaven van Rusland.